# Susuman
Susuman (ros. Сусуман) – miasto w azjatyckiej części Rosji, w obwodzie magadańskim; ośrodek administracyjny rejonu susumańskiego.
Leży w Górach Czerskiego nad rzeką Bierieloch, ok. 380 km na północny zachód od Magadanu, przy Trakcie Kołymskim. Odległość wzdłuż traktu do Magadanu – ok. 630 km, do Jakucka – ok. 1400 km. Nazwę bierze od rzeki Susuman, lewego dopływu Bierieliocha. Liczy 5,9 tys. mieszkańców (2010).
Miasto stanowi ważny ośrodek wydobycia złota. Złoża aluwialne położone w korytach rzek Bierielioch, Susuman, Czaj-Urja i ich licznych dopływów oraz strumieni eksploatuje holding Susumanzołoto, będący spadkobiercą Zachodniego Zarządu Przemysłu Górniczego Dalstroju. W mieście zlokalizowany jest także przemysł spożywczy, maszynowy, materiałów budowlanych. Funkcjonuje lokalne lotnisko (kod ICAO: UHMH), w czasach II WŚ będące lotniskiem etapowym mostu powietrznego między USA a ZSRR.

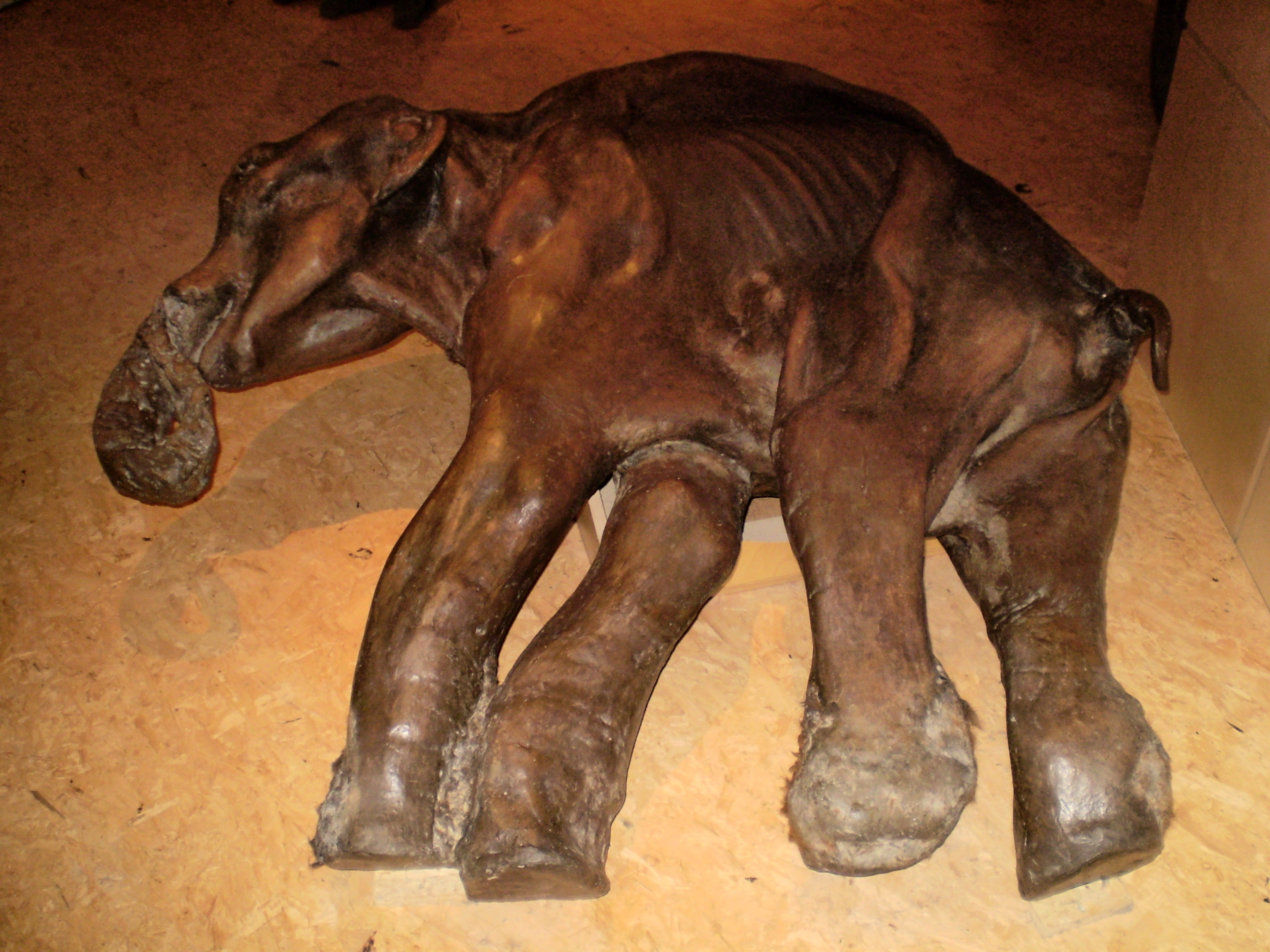
Mamuciątko Dima

Założone zostało w 1938, a prawa miejskie uzyskało w 1964.
W 1977 w Susumanie podczas prac przygotowawczych do wydobycia złota odkryto mumię młodego mamuta, któremu nadano imię Dima. Eksponat przechowywany jest w petersburskim muzeum zoologicznym.